# Vers-sous-Sellières
Vers-sous-Sellières település Franciaországban, Jura megyében. Lakosainak száma 233 fő (2022. január 1.). Vers-sous-Sellières Sellières, Bois-de-Gand, La Charme, Francheville, Mantry, Recanoz és Le Villey községekkel határos.

## Népesség
A település népessége az elmúlt években az alábbi módon változott:
| Lakosok száma | 200  | 153  | 163  | 202  | 231  | 237  | 238  | 247  | 252  | 233  |
|               | 1968 | 1982 | 1990 | 2006 | 2013 | 2015 | 2017 | 2019 | 2020 | 2022 |